# Estádio José Cândido dos Santos Virote
O Estádio Municipal José Cândido dos Santos Virote, também conhecido como Virotão, é um estádio de futebol localizado na cidade de Naviraí, Mato Grosso do Sul. A prefeitura de Naviraí é proprietária e administradora do estádio, que tem capacidade para 3 000 pessoas. É onde o Clube Esportivo Naviraiense manda seus jogos.

## História
O Centro Esportivo de Naviraí foi inaugurado em 1978. No ano seguinte, a Câmara Municipal o renomeou para “José Cândido dos Santos Virote” em homenagem ao pai do ex-prefeito do município, Antônio Augusto dos Santos.

## Eventos esportivos
O Virotão já recebeu partidas do Naviraiense pela Copa do Brasil: em 2011, na derrota por 2–1 para o Santo André; em 2013, no empate em 0–0 com a Portuguesa e na derrota por 1–0 para o Paysandu; e em 2014, na derrota por 4–1 para o Avaí.